# Zdzisław Kwaśny
Zdzisław Kwaśny (né le 6 novembre 1960 à Kwilcz) est un athlète polonais, spécialiste du lancer du marteau. 

## Biographie
Il a remporté le bronze à Helsinki 1983. Sa meilleure performance est de 80,18 m, toujours en 1983.

### Palmarès
| Date | Compétition           | Lieu     | Résultat | Performance |
| ---- | --------------------- | -------- | -------- | ----------- |
| 1983 | Championnats du monde | Helsinki | 3e       | 79,42 m     |

### Records
| Épreuve           | Performance | Lieu    | Date         |
| ----------------- | ----------- | ------- | ------------ |
| Lancer du marteau | 80,18 m     | Londres | 21 août 1983 |